# Wasserturm Oranjestad

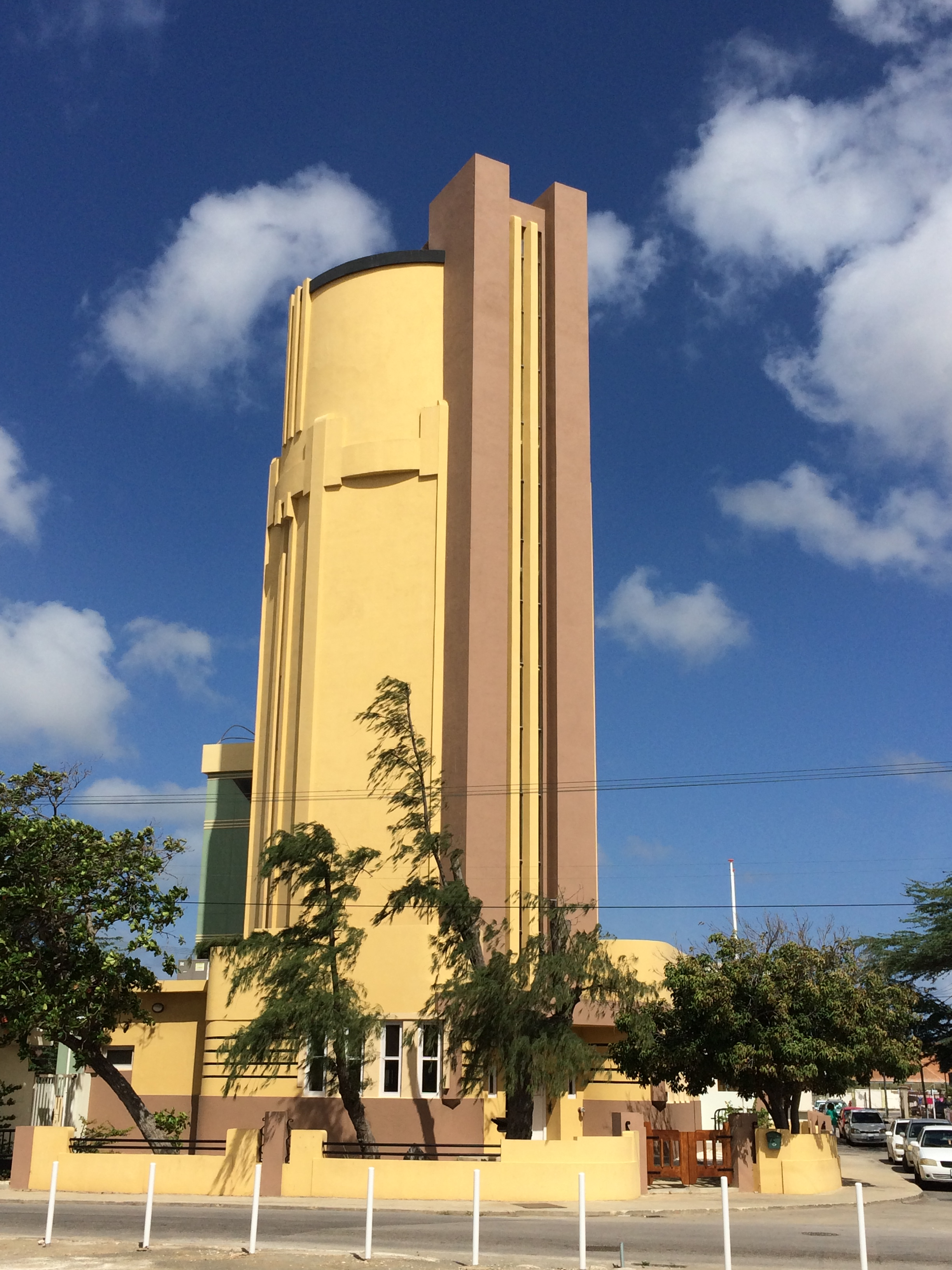
Watertoren Oranjestad

Der Watertoren Oranjestad ist einer der ersten Wassertürme, die auf der Insel Aruba errichtet wurden. Er befindet sich in der Hauptstadt Oranjestad in der J.G. Emanstraat 67.

## Geschichte
Die Wasserknappheit im frühen zwanzigsten Jahrhundert führte 1928 zur Gründung der Landwasserversorgung (Landswatervoorzieningsdienst) (LWV). Die LWV war zu diesem Zeitpunkt für die Trinkwasserversorgung der Bevölkerung auf Aruba, Bonaire und Curacao zuständig.
Im Jahr 1933 wurde auf Aruba die erste Meerwasserentsalzungsanlage in Betrieb genommen und das zentrale Rohrleitungsnetz im Stadtgebiet von Oranjestad und San Nicolas installiert. Nach kurzer Zeit war in den Hauptnutzungszeiten der Druck im Wassernetz zu gering. Deshalb wurde 1934 beschlossen, zwei Wassertürme zu errichten. Am 14. August 1939 wurde der Wasserturm von San Nicolasin Betrieb genommen und der von Oranjestad am 4. November 1939. Seit 1996 steht der Wasserturm unter Denkmalschutz und ist in der Lijst van monumenten op Aruba unter der Nummer 01-007 registriert.
Der Watertoren Oranjestad wurde im Jahre 2011 komplett restauriert und ist im Besitz des heutigen Wasserversorgers Water- en Energiebedrijf Aruba N.V., wird jedoch nicht mehr als Wasserturm genutzt.